# Орден «Содружество» (СНГ)
Орден «Содружество» — высшая награда Межпарламентской ассамблеи СНГ, утверждённая на заседании Совета МПА СНГ 28 февраля 1998 года.

## Описание
Орден представляет собой стилизованную 12-конечную золотую звезду на колодке с лентой, с расходящимися из центра лучами. В центре награды эмалью изображена Эмблема Содружества Независимых Государств. Между лучами красной эмалью изображены пятиконечные звёзды.
Согласно Положению об ордене, он является высшей формой поощрения граждан и организаций государств – участников Содружества Независимых Государств, других государств и лиц без гражданства и присуждается за заслуги перед народами в различных областях деятельности, за укрепление мира и дружбы, развитие экономических связей между государствами.
Орден изготавливается из серебра 925 пробы, которое покрывается золотым напылением. С обратной стороны ордена гравируется его порядковый номер. Носится на левой стороне груди.

## Порядок присвоения награды
К награждению орденом представляются, как правило, кандидатуры, ранее награжденные Почетной грамотой Совета МПА СНГ. Кандидатуры на рассмотрения совета выносятся:
- главами государств – участников СНГ;

- председателями парламентов стран СНГ;

- Председателем Совета Межпарламентской Ассамблеи,

- Генеральным секретарем Совета Межпарламентской Ассамблеи.

Постановление о награждении орденом публикуется в информационном бюллетене МПА СНГ.

## Привилегии
Лицо, награждённое Орденом имеет право принимать участие в работе постоянных комиссий, заседаниях совета и пленарных заседаниях Межпарламентской Ассамблеи.

## Список награждённых
Основные статьи в категории: Кавалеры ордена «Содружество»
По состоянию на 2009 год, количество награждённых составило более 200 человек. Среди награждённых - Президент Азербайджанской Республики - Ильхам Алиев, Президент Российской Федерации - Владимир Путин, Президент Таджикистана - Эмомали Рахмон, исполняющий обязанности Президента Республики Молдова - Мариан Лупу и другие политики и общественные деятели.